# Benjamin Franklin Perry
Benjamin Franklin Perry (* 20. November 1805 im Pickens County, South Carolina; † 3. Dezember 1886 in Greenville, South Carolina) war ein US-amerikanischer Politiker und 1865 Gouverneur von South Carolina.

## Frühe Jahre und politischer Aufstieg
Benjamin Perry besuchte die Grundschule in Asheville, North Carolina. Nach einem anschließenden Jurastudium wurde er 1827 in South Carolina als Rechtsanwalt zugelassen. In der Folge betätigte er sich aber nicht als Jurist, sondern widmete sich dem Journalismus. Seit 1832 gab er die Zeitung „The Greenville Mountaineer“ heraus. Später kamen noch weitere Zeitungen dazu. Während der Nullifikationskrise im Jahr 1832 stand Perry auf der Seite der Union. Von 1836 bis 1842 war Perry Abgeordneter im Repräsentantenhaus von South Carolina. Es folgten zwischen 1844 und 1848 vier Jahre im Staatssenat, ehe er 1849 in das Repräsentantenhaus zurückkehrte, wo er bis 1860 verblieb. In diesem Jahr sprach er sich gegen die Sezession aus. Nachdem aber ein Konvent den Austritt aus der Union beschlossen hatte, schloss er sich aus Loyalität dieser Bewegung an. Im Jahr 1862 wurde er nochmals in das Staatsrepräsentantenhaus von South Carolina gewählt und 1864 wurde er konföderierter Bezirksrichter.

## Gouverneur von South Carolina
Nachdem im Frühjahr 1865 die Truppen der Union unter General William T. Sherman South Carolina erreicht hatten, wurde der damalige Gouverneur Andrew Gordon Magrath abgesetzt und verhaftet. Präsident Andrew Johnson ernannte Perry wegen seiner unionsfreundlichen Haltung vor dem Krieg zum provisorischen Gouverneur von South Carolina. Die Vorgaben des Präsidenten waren die Ausarbeitung einer neuen Verfassung für South Carolina. Trotz des Widerstands der radikalen Republikaner wurde in der kurzen Amtszeit Perrys, die lediglich vom 30. Juni bis zum 29. November 1865 dauerte, von einem extra einberufenen Konvent eine neue Verfassung ausgearbeitet. Danach wurden die meisten öffentlichen Ämter, einschließlich des Gouverneurs, direkt vom Volk gewählt. Das Wahlrecht wurde ausgeweitet und der dreizehnte Verfassungszusatz der USA, die Abschaffung der Sklaverei, ratifiziert. Allerdings wurden die sogenannten „Black codes“ eingeführt, die den schwarzen Bürgern ihre neuen Rechte gleich wieder wegnahmen. Das Wahlrecht der Verfassung von 1865 sah ausdrücklich kein Wahlrecht für Afroamerikaner vor. Perry selbst wollte 1865 nicht für das Amt des ersten Gouverneurs unter der neuen Verfassung kandidieren. Daher schied er im November aus dem Amt.

## Weitere Karriere
Trotzdem blieb Perry der Politik treu. Zusammen mit dem Exgouverneur John Lawrence Manning wurde er 1866 in den US-Senat gewählt. Dort wurde den beiden aber, wie den meisten ehemaligen Südstaatlern von den radikalen Republikanern der Sitz verweigert. In den Jahren 1868 und 1876 war Perry Delegierter auf den Democratic National Conventions. Im Jahr 1872 kandidierte er erfolglos für einen Sitz im US-Repräsentantenhaus. Benjamin Perry starb im Dezember 1886. Er war mit Elizabeth Frances McCall verheiratet, mit der er neun Kinder hatte.